# Zàpara
Els zàpara són un grup ètnic habitant de la selva amazònica, al llarg del transcurs dels rius Conambo i Pindoyacu, que estan situats entre les províncies de Pastaza a l'Equador i del Tigre al Perú.

## Descripció
En l'antiguitat els seu territori era molt més extens, ja que entre els segles XVIII i XIX la seva extensió anava des dels rius Pastaza fins al Curaray, i de la planura andina fins a la frontera peruana. 
Tradicionalment el territori zàpara ocupava 271.000 hectàrees. Però en l'actualitat no tenen ben delimitats els seus territoris, motiu pel qual els colons intenten reclamar la terra com a seva pròpia. També molts membres de les nacionalitats Kichwa i Achuar realitzen incursions dins del territori zàpara per a intentar apropiar-se dels recursos del bosc per a la seva pròpia supervivència. De moment, aquesta lluita pel territori ha esdevingut en la legalització de 54.000 hectàrees pels zàpares.
La població zàpara actual és aproximadament d'unes 500 persones entre els dos països, contant als infants i altres descendents zàpara que es consideren com a tals. La majoria viuen a les comunitats de la parròquia de Río Tigre: Cuyacocha, Conambo, Pindoyacu, Balsaura, Wiririma, Torimbo, Shiona. O de a la parroquia Sarayacu: Jandiayacu, Llanchama Cocha, Mazaramu. Pràcticament tots els habitants parlen kichwa de la selva i només un petit grup d'ancians conserva la llengua zàpara. El procés de kichwització va donar lloc a la pèrdua de la llengua zàpara envers la llengua i cultura kichwa.
L'explotació dels recursos naturals existents en el seu territori, com per exemple el cautxú o l'or, va provocar que a principis del segle xx la població zàpara es veiés expulsada de les seves pròpies terres. A causa dels nivells de maltractament i explotació la majoria van emigrar cap a l'interior de la selva. Lloc en el qual tampoc van trobar la pau per culpa del conflicte limítrof entre l'Equador i el Perú durant els anys 40. El poble zàpara va ser dividit entre les dues nacionalitats, i un gran nombre de famílies van ser separades.
Durant els anys 80 es pensava que la identitat zàpara estava perduda, ja que només quedaven 200 habitants i la majoria eren majors de setanta anys. Però durant les ultimes dècades gràcies a un projecte en comú entre els governs de l'Equador i el Perú juntament amb el finançament del govern japonès, s'han pogut reunir aquestes famílies aconseguint equilibrar en certa manera la població zàpara.

## Llengua
Fins al 1999 els zàpares eren coneguts tant en el món literari com a les administracions nacionals com a “Záparos”. Més tard amb la publicació del diccionari de C. Andrade van aprofitar per oficialitzar el seu nom com a zàpares i així diferenciar-lo del nom saparó que anomena un tipus de cistell en idioma zàpara. Aquest cistell tapat fet de joncs partits i trenats juntament amb fulles de plàtan, era utilitzat com a mètode per a guardar-hi la roba i altres pertinences quan els zàpares anaven de viatge.
A partir del 2008, les organitzacions i la seva oficina per a l'educació van preferir implantar el nom sàpares, sense la grafia zeta, ja que aquesta no existeix en el seu idioma. En el passat ells mateixos s'autodenominaven com a káyapwö.